# さくらの花よ 泣きなさい
『さくらの花よ　泣きなさい』（さくらのはなよ　なきなさい）は、2007年に発表された荒木とよひさ作詞・三木たかし作曲の歌である。

## 概要
荒木と三木が2005年にそろって紫綬褒章を受章したことを記念し作られた。はじめはテレビ愛媛のアナウンサーでもある大下香奈の2ndシングルとして発表されたが、のちに三木の愛弟子である保科有里に譲られた。
2006年に三木は喉頭がんで声帯の半分を失ったが、手術前に『歌手・三木たかし』として最後のレコーディングを行った。その歌声は保科のマキシシングルに収録されている。

## 歌っている歌手とCD収録曲
大下香奈
2007年2月21日リリース。編曲は若草恵。CBCラジオ『みんなで歌お！CBC今月の歌』2007年3月の歌。カップリング曲は『星から金の粉キララ…』（作詞：荒木・作曲：三木・編曲：若草）
1. さくらの花よ 泣きなさい
2. 星から金の粉キララ…
3. さくらの花よ 泣きなさい　カラオケ
4. 星から金の粉キララ… カラオケ

保科有里・三木たかし
2008年3月5日リリース。編曲は若草恵（三木たかしバージョンは三木自らギターを弾きつつ歌う）。カップリング曲は『愁止符』（作詞：荒木・作曲：三木・編曲：若草）
1. さくらの花よ　泣きなさい（保科バージョン）
2. さくらの花よ　泣きなさい（三木バージョン）
3. 愁止符
4. さくらの花よ　泣きなさい（1のカラオケ）
5. さくらの花よ　泣きなさい（2のカラオケ）
6. 愁止符（カラオケ）

黛ジュン
2008年6月25日リリース。編曲は坂本昌之。カップリング曲は『約束』（作詞:荒木・作曲：三木・編曲：堀江眞美）
1. さくらの花よ 泣きなさい
2. 約束
3. さくらの花よ 泣きなさい　カラオケ
4. 約束　　カラオケ